# Tipula (Yamatotipula) calopteroides
Tipula (Yamatotipula) calopteroides is een tweevleugelige uit de familie langpootmuggen (Tipulidae). De soort komt voor in het Nearctisch gebied.